# 烟酒税
烟酒税是对烟草、酒類征收的货物税。
烟草、酒類是世界上大多数国家消费税的主要目标，是大量使用的日常用品（甚至可以说是“必需品”），为政府带来了可观的收入。被认为是合法的“毒品”，是许多疾病（如癌症、肝硬化）的病因，滥用会导致健康问题，被广泛认为是成瘾性物品。属于罪孽税。不同于“惩罚税”（如环境税、生態稅、碳税）用来弥补这些商品对社会的损害，“罪孽税”被用来推高价格，以降低社会需求。

## 世界各国

### 美国
美国联邦烟酒火器及爆炸物管理局（ATF）前身为1952年美國國稅局将涉及烟酒的内部职责合并，设立烟酒税司（Alcohol and Tobacco Tax Division，ATTD）。根据《1968年枪支管制法》，改为美国财政部国税局烟酒火器司（Alcohol, Tobacco, and Firearms Division）。1972年改为美国财政部直属的烟酒火器局（ATF）。911事件后，根据美国《2002年国土安全法》，美国财政部烟酒火器局移交给了美国司法部改称联邦烟酒火器及爆炸物管理局。2003年1月24日联邦烟酒火器及爆炸物管理局原有的对烟酒火器的合法交易的管制、征税的职能分出，成立美国财政部直属的联邦烟酒税收和贸易局（TTB）。
在美国，蒸馏酒受到联邦管制及征税。每罐啤酒含联邦税2至5美分。每瓶750毫升果酒的联邦税从硬苹果酒的4美分到香槟酒67美分。750毫升烈酒或硬酒的联邦税为2.14美元。
美国烟草税既是联邦税也是州税。20支香烟或20支小雪茄的一包卷烟含有1.01美元的联邦税。

### 中国
中华民国成立后，烟酒税是一个专门的税种。民国4年3月，北洋政府财政部颁发《整理烟酒税章程》，规定烟酒税合并征收，并酌加征数。1914年1月，北洋政府颁发《贩卖烟酒特许牌照税条例》，对整卖和零卖的商户征税发照，烟酒批发商店一年纳税40元，专业零售店纳16元，兼营零售店纳8元，摊贩纳4元。1915年5月30日经大总统批准公布《全国烟酒公卖暂行简章》共21条，特设全国烟酒公卖总局，前陕西财政厅长钮传善为总办，实行烟酒公卖、官督商销，公卖费率20%。1916年12月18日，北洋政府政事堂国务卿陆征祥批准财政部呈文，将全国烟酒公卖局改为全国烟酒事务署，改隶北洋政府政事堂。1916年1月，北洋政府公布《全国烟酒事务署暂行编制》。1917年7月25日，北洋政府国务总理段祺瑞、财政总长梁启超奉大总统令裁撤全国烟酒事务署，仍在财政部辖设全国烟酒公卖局并公布《全国烟酒公卖局暂行简章》；同时公布《烟酒行政评议会章程》设立烟酒行政评议会，研究烟酒税法、烟酒制造、烟酒专卖、关税修订及其他一切烟酒事宜。1919年1月，大总统徐世昌下令将全国烟酒公卖局改为全国烟酒事务署，4月规定烟酒事务署隶属北洋政府国务院。1920年2月公布《全国烟酒事务署官制》。1922年6月修正《全国烟酒事务署官制》第一条和第二条，该署改隶财政部，督办由财政总长兼任。
北伐战争时期，1926年底，武汉国民政府在湘鄂赣三省对卷烟实行统税（即一次性征税后即可全境流通不再重征）。1927年6月南京国民政府财政部颁布《烟酒公卖暂行条例》共六章16条及《烟酒牌照税暂行条例》，规定各省设烟酒公卖局，下设公卖费稽征分局和烟酒税稽征分局、县设公卖费稽征所、县下设稽征分所，公卖费统一规定为20%，招商投标承办。1927年10月1日，南京国民政府财政部为统一烟酒事务，设立烟酒税处。1928年1月，南京国民政府公布《征收卷烟统税条例》，将国产或进口的卷烟、雪茄烟从烟酒税中划出，在全国改征统税。1929年1月30日，南京国民政府财政部成立“整理烟酒税税务委员会”。1929年5月财政部公布《财政部直辖各省烟酒事务局章程》。1929年8月12日南京国民政府修正公布《烟酒公卖暂行条例》共五章15条，烟酒类税有：烟酒公卖费、烟酒税、烟酒牌照税等；公卖费率为按规定价格加收20%，所有旧征烟酒各税概行废止，取消商人承包认办制，以官督商销为宗旨，各省设烟酒事务局。1929年12月公布《财政部烟酒税处组织章程》。1930年11月国民政府财政部将烟酒税处、印花税处合并为印花烟酒税处。1931年1月10日国民政府财政部公布《各省印花烟酒税局组织章程》。1932年7月，薰烟叶（今称烤烟）、洋酒、啤酒、火酒改办统税，设财政部捲菸統稅處；烟酒税仅限土烟、土酒（即国产烟酒）。1933年7月取消烟酒公卖，改征土烟特税、土酒定额税。1941年3月24日，中国国民党五届八中全会通过“战时经济体制”，决定行政院添设贸易部。1941年7月，国民政府公布《货物统税暂行条例》，将卷烟（包括雪茄烟）、熏烟叶等产品的统税的章制合一。国民政府财政部1941年7月8日公布，9月1日开始施行《国产烟酒类税暂行条例》共11条，规定烟酒税范围为土烟土酒，烟酒税为国税，由财政部税务署所属机关从价征收，在产地一次征足，国产烟酒统一税率为烟叶为30%，烟丝为15%，酒类为40%，流通销售渠道不再重征；所有过去实行的土烟特税，土酒定额税、烟酒公卖费和烟酒附加全部废止。1942年5月13日，国民政府成立烟类专卖局并公布《战时烟类专卖暂行条例》，对烟类开征专卖利益直至1945年6月。1944年7月22日公布修订后的《国产烟酒类税条例》，税率提高为：“烟叶”40%，“烟丝”20%，酒类税60%。1945年10月9日，公布《修正国产烟酒类税条例》。卷烟另设税种。1946年8月16日第三次公布修订条例，税率提高为：烟叶50%，烟丝30%，酒类80%。1947年7月22日第四次公布修订条例。1948年4月2日第五次公布修订条例，税率提高为：烟叶60%，烟丝40%，酒类100%。
中共领导的抗日根据地实行烟酒税、烟类产销税、烟酒印花税、烟酒出入口税等。1943年夏制定《陕甘宁边区烟酒公卖暂行章程》。1949年2月20日东北行政委员会颁布《东北解放区烟酒专卖暂行条例》，同时东北行政委员会财政部颁布《东北解放区烟酒专卖暂行条例施行细则》，东北行政委员会财政部下设东北区专卖总局，东北财政部长兼商业部长叶季壮兼任局长，齐光任总局副局长兼“国营东北烟酒总公司”总经理。继而内蒙古、华北也开始实行烟酒专卖。1949年4月11日华北税务总局实行酒专卖，5月1日华北酒业专卖总公司成立，由华北税务总局局长李子昂兼任经理。1949年7月起，华北各烟厂转隶于华北酒业专卖总公司。中华人民共和国成立后，烟酒工业由中央食品工业部管理。卷烟税收约占全部货物税的65%至70%，直接影响财政能力，为此政务院财政经济委员会主任陈云要求华东局：“力争上海主要行业（纺织、印染、纸烟等）的开工率维持到三分之二。华东的纸烟可到全国各地去销，使上海的卷烟厂尽量恢复生产，以增加税收。”1951年5月5日，中央人民政府财政部印发《专卖事业条例（草案）》和《各级专卖事业公司组织规程》。1952年1月5日，成立“中国专卖事业公司”，隶属中央财政部，中央财政部税务总局副局长边裕鲲任总经理；11月1日移交中央商业部。1953年6月，中央人民政府决定不再实行卷烟专卖制，改为中央商业部的国营商业包销制。1956年5月9日，撤销中国专卖事业公司，改设商业部烟酒专卖局，12月25日移交中华人民共和国城市服务部管理。1959年国务院公布《工商税率表》规定，甲级烟到戊级烟的税率分别为66%、66%、63%、60%、40%。1959年，国务院将纸烟和酒、糖调整为国家计划二类商品（经由国务院主管部委管理的重要物资），实行计划生产和调拨，由商业部统一定价。1962年5月5日，国务院印发《关于商业部系统恢复和建立各级专业公司的决定》，由此成立中国糖业烟酒公司、中国食品公司、中国专卖事业管理局，三块牌子，一套人马，内设三套帐，分别核算。中国糖业烟酒公司下设盐业公司。省市县设各级国营糖业烟酒公司负责购销业务。行业系统实行三级批发体制：一级采购供应站为专业总公司的直属企业，负责收购出厂商品、接收进口物资、承担储备任务、对二级采购供应站、经批准的只掉调拨单位组织供应；二级采购供应站为省级公司的直属企业；三级批发企业是市县公司所属，负责对零售企业供应。1963年8月22日国务院发布了《关于加强酒类专卖管理工作的通知》，规定应当按照国家计划委员会批准的生产指标，由轻工业部归口统一安排生产，不得擅自酿造；所有酒厂生产的酒必须交当地糖业烟酒公司收购。1978年4月5日国务院批转了商业部、国家计委、财政部《关于加强酒类专卖管理工作的报告》。但许多省市并未恢复酒类专卖。1980年商业部针对当时烟酒专卖名存实亡的状况，向国务院建议取消专卖，另行研究管理办法，并自行撤销了专卖管理机构，停止了烟酒糖专卖。部分省市坚持了酒类专卖，有的还制定了地方性酒类管理法规，例如1979年2月21日广东省革命委员会颁发《广东省酒类专卖管理暂行办法》；1990年12月28日广东省人民政府颁布粤府〔1990〕114号文《广东省酒类专卖管理办法》；1998年1月山西省朔州特大假酒案27人死亡、222人中毒致盲致残影响下，1998年6月1日广东省第九届人民代表大会常务委员会第三次会议通过并颁布《广东省酒类专卖管理条例》，广东省酒类专卖管理局在广东省经济贸易委员流通服务处挂牌；2002年10月13日广东省第九届人大常委会第三十七次会议修订至今有效。
2009年1月1日起施行的《中华人民共和国消费税暂行条例》将烟酒纳入为应当缴纳消费税的消费品，对各类烟酒分别制定消费税税率。。